# 李京文
李京文（1932年10月30日—2021年3月31日），男，广西陆川人，中国经济学家及管理学家，中国工程院院士。

## 生平
1958年，李京文毕业于苏联莫斯科国民经济学院，获硕士学位。2001年，当选为中国工程院院士。
2021年3月31日，李京文因病医治无效，于北京逝世，享年89岁。